# (34512) 2000 SE178
2000 SE178 (asteroide 34512) é um asteroide da cintura principal. Possui uma excentricidade de 0.07273670 e uma inclinação de 9.92794º.
Este asteroide foi descoberto no dia 28 de setembro de 2000 por LINEAR em Socorro.